# Tillandsia brevicapsula
Tillandsia brevicapsula là một loài thực vật có hoa trong họ Bromeliaceae. Loài này được Gilmartin miêu tả khoa học đầu tiên năm 1968.